# Poddąbrowa (Dąbrowa)
Poddąbrowa – część wsi Dąbrowa w Polsce położona w województwie wielkopolskim, w powiecie kolskim, w gminie Koło.
W latach 1975–1998 Poddąbrowa należała administracyjnie do województwa konińskiego.